# تیشپاک
تیشپاک خدای بین‌النهرینی بود که با شهر باستانی اشنونا و حوزه نفوذ آن، واقع در منطقه رود دیاله عراق در ارتباط بود. او در درجه اول یک خدایی جنگ بود، اما او همچنین با مارها، از جمله موشوسو و باشمو افسانه‌ای، و با پادشاهی ارتباط داشت.
تیشپاک نه اصلی سومری داشت و نه اکدی و جانشین خدای حامی اصلی اشنونا، نینازو شد. شمایل‌نگاری و شخصیت آنها مشابه بود، اگرچه در بیشتر منابع بین‌النهرین به طور رسمی یکسان تلقی نمی‌شدند.

## منشا
معمولاً فرض بر این است که در ابتدا خدایی حامی اشنونا نینازو بود که در معبد اسیکیل پرستش می‌شد. از دوره سارگونی به بعد، تیشپاک در آن مکان با نینازو به رقابت پرداخت و سرانجام پس از فتح حمورابی، ذکر نام نینازو در اسناد آنجا متوقف شد. نینازو و تیشپاک در حالی که شخصیت مشابهی داشتند، به طور کامل با هم تلفیق نشدند و بر خلاف اینانا و ایشتار یا انکی و ائا در لیست‌های خدا از هم جدا نگه داشته شدند.
به طور کلی محققان توافق دارند که تیشپاک نه منشأ سومری داشت و نه اکدی. فریتز هومل در سال ۱۹۰۴ پیشنهاد کرد که او همتای خدای آب‌وهوای هوریان تشوب است. این نظریه در ابتدا توسط تورکیلد یاکوبسن نیز پشتیبانی شد، اگرچه او بعداً آن را رها کرد و پیشنهاد کرد که نام تیشپاک منشأ اکدی دارد، که اکنون غیرقابل قبول در نظر گرفته می‌شود. نظریه دوم یاکوبسن بر این فرض تکیه داشت که نام تیشپاک، که او استدلال می‌کرد به معنای «بارندگی زیاد» است، معنایی مشابه با ریشه‌شناسی‌ای دارد که او برای نام نینازو، «ارباب بارندگی زیاد» پیشنهاد کرد، که به گفته او نشانه‌ای است که او خدای باران‌های بهاری است. با این حال، اکنون توافق شده است که نام نینازو به معنای «ارباب شفادهنده» است و او را خدای جهان زیرین و گیاهان و گاهی یک جنگجوی الهی می‌دانند، نه خدایی آب‌وهوا. عیلام نیز به عنوان منشا تیشپاک مطرح شده است. نویسندگان مدرنی که از این دیدگاه حمایت می‌کنند عبارتند از مارتن استول، که احتمال می‌دهد نام تیشپاک منشأ عیلامی داشته باشد، مانفرد کربرنیک، که نام پسرش نانشک را نیز به عنوان عیلامی طبقه‌بندی می‌کند، و ایرنه سیبینگ-پلنتهولت. در سال ۱۹۶۵ دیتز اتو ادزارد هر دو نظریه را با هم ترکیب و استدلال کرد که تیشپاک یک شکل عیلامی از تشوب است. فرانس ویگرمن پیشنهاد می‌کند که تیشپاک یکی از خداییان بود که او آن‌ها را «خدایان مار فرادجله‌ای» توصیف می‌کند،، گروهی که او فرض می‌کند که در مرز بین فرهنگ سومری-اکدی و عیلامی ایجاد شده‌اند و او همچنین خدایانی مانند نینازو، نینگیشزیدا، ایشتاران ( خدای حامی دیر) و اینشوشیناک عیلامی (خدای حامی شوش) را نیز در این گروه قرار می‌دهد. در فهرست خدای آن = آنوم همه آنها به ترتیب، به دنبال ارشکیگال ظاهر می‌شوند، که به گفته ویگرمن نشان می‌دهد که آنها به عنوان خدایان جهان زیرین در نظر گرفته می‌شدند.

## شخصیت و شمایل‌نگاری
نام تیشپاک به صورت لوگوگرافی با علامت، نشان داده می‌شد که می‌تواند خداییان دیگری را نیز نشان دهد، برای مثال اینشوشیناک.
روی مُهرهای استوانه‌ای تیشپاک می‌توانست سوار بر موشوسو نشان داده شود. اشاره‌هایی به بازنمایی‌های بصری او «پا بر اژدها» نیز از متن‌های بین‌النهرینی شناخته شده است. علاوه بر این، در حالی که بین‌النهرینی‌ها عموماً خدایان را کاملاً انسان‌انگاری‌شده تصور می‌کردند، گاهی او را به رنگ سبز توصیف می‌کردند که احتمالاً نشان می‌داد که او دارای پوستی مارمانند است. یک خدای مقیاس‌دار روی مهرهای اشنونا وجود دارد، اما به گفته فرانس ویگرمن او بیشتر ممکن است نینازو باشد تا تیشپاک. همانطور که تئودور جی لوئیس اشاره کرده است، آثار هنری از اشنونا، که احتمالا تیشپاک و هیولاهای مرتبط با او را به تصویر می‌کشد، اغلب حتی در نشریات حرفه‌ای به اشتباه به عنوان کنعانی برچسب‌گذاری می‌شود و «هر گونه اشاره‌ای به تیشپاک کنار گذاشته می‌شود».

## ارتباط با سایر خداییان
همسر تیشپاک الهه کولا بود، که با عنوان «ملکه اشنونا» شناخته می‌شد.
در حالی که لقب تیشپاک، «مباشر دریا» عموماً به عنوان نشانه این در نظر گرفته می‌شود که او دشمن یک هیولای دریایی، همانطور که در اسطوره لابو توصیف شده است، ویلفرد جی. لمبرت پیشنهاد می‌کند که در عوض ممکن است یک نمونه نادر از تیامات در خارج از انوما الیش باشد، نه اینکه اشاره‌ای به دریای عادی (نه انسان‌انگاری‌شده) باشد.
یک فهرست خدای نو بابلی تیشپاک را با مردوک شناسایی می‌کند و از او به عنوان «مردوک دسته سربازان» یاد می‌کند. فرانس ویگرمن استدلال می‌کند که ارتباط موشوسو با مردوک پس از فتح اشنونا توسط حمورابی آغاز شد و نشان می‌دهد که این نتیجه تأثیر تصویر تیشپاک بر تصویر مردوک بوده است. متن‌هایی که تیشپاک را با خدای دیگری که عمدتاً از پانتئون رسمی بابل شناخته می‌شود، نابو، برابر می‌کند، نیز شناخته شده است.
در حالی که بیشتر منابع بین‌النهرینی نینازو و تیشپاک را همتای هم نمی‌دانند، و آنها به طور جداگانه در سرآغاز قانون حمورابی آمده‌اند، کتیبه‌ای دوزبانه از دوره سلطنت شولگیِ اور، تیشپاک را در نسخه اکدی و نینازو را در نسخه سومری به عنوان خدایی فهرست می‌کند که در اسیکیل پرستش می‌شود. ویلفرد جی. لمبرت علاوه بر این پیشنهاد کرد که تیشپاک را می‌توان به‌عنوان یک خدای مرتبط با نینورتا درک کرد، بر اساس ارتباط او با نینازو، که ویژگی‌های مشترک  زیادی با آخری  داشت. به طور مشابه، اندرو آر. جورج استدلال می‌کند که قرار گرفتن تیشپاک در اصطلاحا فهرست معبد شرعی ممکن است نشان دهد که او یکی از خداییان بود که می‌توانست با نینورتا، همانگونه که لوگال-مارادا، زابابا یا اوراش، تلفیق شود. به گفته مارتن استول، هم طبقه‌بندی تیشپاک به‌عنوان شخصیتی نینورتا-مانند («Ninurta-Gestalt») و هم برابری مستقیم بین این دو خدا (تیشپاک که به‌عنوان Ninurta ša ramkūti توصیف می‌شود) هر کدام در یک سند واحد تأیید شده است.
در فهرست خدای سه زبانه اوگاریتی، تیشپاک با میلکونی، یک خدای هوری-هیتی شناسایی می‌شود که نامش ترکیبی از نام الهی اوگاریتی میلکو با پسوند هوری -nni بود. ستون اوگاریتی همان فهرست (سطر ۲۷) او را به عنوان ga-ša-ru توصیف می‌کند (اوگاریتی: «قادر»؛ به صورت gṯr در خط الفبا نوشته می‌شود)، لقبی که در این مورد به عنوان یک نام الهی تلقی می‌شود که در همان متن به دو خدایی بین‌النهرینی دیگر که نام آنها حفظ نشده است، اطلاق می شود. آرون توگندهفت، به دنبال پیشنهادهای بازسازی قبلی، نتیجه می‌گیرد که می‌توان آنها را به طور آزمایشی به عنوان نینگیرسو (سطر ۴۳) و مساگونو (سطر ۴۵)، یک خدای جنگجوی کوچک از اوروک که احتمالاً با نرگال یا نینورتا مرتبط است، شناسایی کرد. خواندن نام او همچنان مورد مناقشه است، و پیشنهادات دیگر عبارتند از Mes-sanga-unug، Messagunug، Pisangunuk و Pisansagunuga. معاد‌لسازی چند خدای بین‌النهرینی با یک خدای اوگاریتی و هوری در فهرست‌های چندزبانه به خوبی گواهی شده است و نتیجه آن تلقی می‌شود که کاتبان باید با تعداد کمتری از خدایان موجود در این پانتئون‌ها در مقایسه با خدایان برشمرده شده در فهرست خدای بین‌النهرین سروکار داشته باشند. گفته شده است که در اوگاریت gašaru ممکن است به اجداد افسانه‌ای خانواده سلطنتی یا به خدای زیرزمینی اشاره داشته باشد. همچنین به عنوان لقب الهه آنات گواهی شده است. کلمه هم‌خانواده اکدی، gašru، در امار به عنوان نام یک خدایی نیز گواهی شده است. در بین النهرین، خدای Gashru معمولاً با Lugal-irra یا ارا مرتبط بود. اسناد نو بابلی که احتمالاً در آرشیو ایانا از اوروک منشا گرفته‌اند نشان می‌دهد که او با نام خودش در نزدیکی اوپیس پرستش می‌شده است. واژه gašru و مشتقات آن نیز به عنوان لقب یا بخشی از القاب خداییان گواهی شده است، به عنوان مثال اداد، دوموزی، ایشتار و نینورتا (اولین بار در زمان سلطنت تیگلات پیلسر اول گواهی شد).

## پرستش
تیشپاک در اصل به عنوان خدای حامی اشنونا (تل ازمار) پرستش می‌شد، نخستین بار در دوره سارگونی ظاهر شد.

## اساطیر
یکی از الواحِ کتابخانه آشوربانی‌پال، پیروزی تیشپاک بر هیولایی به نام لابو را روایت می‌کند که به‌ وسیله دریا ساخته شده، اما انلیل آن را طراحی کرده است، ظاهراً به عنوان مجازاتی مشابه طوفان در افسانه آترا-هاسیس عمل می‌کند. فرانس ویگرمن استدلال می‌کند که این روایت شباهت‌های زیادی را با اسطوره آنزو و انوما الیش نشان می‌دهد. همان‌طور که ویلفرد جی. لمبرت اشاره کرد، مشابه‌ترین تصنیف، اسطوره‌ای است که ظاهراً نرگال را به عنوان قهرمان انتخاب می‌کند و در آن او از طرف انلیل با یک هیولای دریایی روبرو می‌شود. فرانس ویگرمن پیشنهاد می‌کند که اسطوره لابو به عنوان توضیحی برای ارتباط تیشپاک با موجودات مارمانند همچون موشوسو و به عنوان توجیهی برای نصب او به عنوان خدای حامی اشنونا عمل می‌‌کرد. لمبرت نظریات ویگرمن در مورد اسطوره را به دلیل وضعیت ضعیف حفظِ تنها منبع آن که تفسیر کامل آن را غیرممکن می‌کند، حدس و گمان می‌داند.